# Metalimnobia lanceolata
Metalimnobia lanceolata är en tvåvingeart som beskrevs av Evgenyi Nikolayevich Savchenko 1983. Metalimnobia lanceolata ingår i släktet Metalimnobia och familjen småharkrankar. Inga underarter finns listade i Catalogue of Life.